# ایستگاه راه‌آهن آلتن
ایستگاه راه‌آهن آلتن (انگلیسی: Aalten railway station)نام یک ایستگاه راه‌آهن است که ساخت آن در ۱۵ ژوئیه ۱۸۸۵ میلادی تکمیل شده است. ساخت این راه‌آهن از اوایل ۱۸۸۴ آغاز و با سرعتی که در ساخت این ایستگاه وجود داشت در اواخر سال ۱۸۸۵ میلادی تکمیل شده است.